# Los Arcos (Hidalgo)
Los Arcos es una localidad de México perteneciente al municipio de Acatlán en el estado de Hidalgo.

## Geografía
Se encuentra en la región del Valle de Tulancingo, le corresponden las coordenadas geográficas 20° 10’ 34.278” de latitud norte y 99° 26’ 53.749” de longitud oeste, con una altitud de 2123 m s. n. m. En cuanto a fisiografía se encuentra dentro de la provincia del Eje Neovolcánico dentro de la subprovincia de Llanuras y Sierras de Querétaro e Hidalgo; su terreno es de llanura. En lo que respecta a la hidrología se encuentra posicionado en la región del Pánuco, en la cuenca del río Moctezuma, en la subcuenca del río Metztitlán. Con un clima semiseco templado.

## Demografía
En 2020 registro una población de 692 personas, lo que corresponde al 3.11 % de la población municipal. De los cuales 339 son hombres y 353 son mujeres. Tiene 177 viviendas particulares habitadas.
| Gráfica de evolución demográfica de Los Arcos entre 1960 y 2020                              |
|                                                                                              |
| Población de los censos y conteos del Instituto Nacional de Estadística y Geografía (INEGI). |